# شبكة متداخلة
الشبكات المتداخلة أو الشَعريَّة هي ضرب من الشبكات التي لا تقتصر وظيفة كل عقدة فيها على التقاط وبث البيانات الخاصة بها فقط ولكنها تعمل أيضا كعقدة ترحيل لعقد الاستشعار الأخرى والتي يجب أن تتعاون لنشر البيانات عبر الشبكة.
ويمكن تصميم الشبكات الشعرية إما باستخدام تقنية الغمر أو تقنية التوجيه. عند استخدام تقنية التوجيه، يتم نشر الرسالة عبر مسار محدد عن طريق القفز من عقدة إلى أخرى إلى أن يتم الوصول إلى المكان المقصود. بغرض التأكد من توفر جميع المسارات، يجب أن تسمح شبكة التوجيه بالاتصالات المستمرة وإعادة التشكيل حول المسارات المغلقة أو المقطوعة باستخدام خوارزميات العلاج الذاتي (بالإنجليزية: Self-healing Algorithms). وتعتبر الشبكات الشعرية التي تتصل فيها كل عقدة مع الأخرى شبكة تشابك كامل (بالإنجليزية: Fully Connected Network). ويمكن أن ننظر إلى الشبكات الشعرية كنوع من الشبكات الـخاصة (بالإنجليزية: Ad Hoc) كذلك ولذا يمكن اعتبار أن الشبكات الخاصة النقالة (بالإنجليزية:Mobile ad hoc networks) -وتعرف اختصارا بـ MANET- والشبكات الشعرية مرتبطتان يبعضهما ارتباطا وثيقا، ومع ذلك فيجب على شبكات MANET أن تتعامل مع المشاكل التي تنتج عن تنقليّة (حركيّة) العقد.
تسمح قدرة الشفاء الذاتي للشبكات التي تعتمد على التوجيه بالاستمرار في العمل عندما تتعطل إحدى العقد أو عندما يسوء الاتصال، وكنتيجة لذلك تكون الشبكة موثوقة تماما بسبب وجود أكثر من مسار بين المصدر والهدف في الشبكة الواحدة. وبرغم استخدام هذا المبدأ غالبا في السيناريوهات اللاسلكية فلا يزال هذا المبدأ قابلا للتطبيق في الشبكات السلكية وبرمجيات التواصل.

## الشبكات الشعرية اللاسلكية
تطوير الشبكات الشعرية اللاسلكية في الأصل لاستخدامها في التطبيقات العسكرية وهي نموذج مثالي للبنية الشعرية. ساهم انخفاض حجم وتكلفة ومتطلبات الطاقة لأجهزة الراديو خلال العقد الماضي في السماح في زيادة عدد هذه الأجهزة المدمجة داخل كل جهاز يعمل كإحدى العقد في الشبكة الشعرية، تسمح أجهزة الراديو الإضافية داخل كل عقدة بدعم وظائف متعددة مثل وصول العميل وخدمة backhaul والمسح (الذي يلزم للتسليم السريع في التطبيقات المتحركة), إضافة إلى ذلك؛ سمح انخفاض حجم وتكلفة وطاقة أجهزة الراديو بأن تصبح العقد الموجودة في الشبكة أكثر اعتمادا على الوحدات-يعني ذلك إمكانية احتواء العقدة أو الجهاز الواحد حاليا على بطاقات راديو متعددة أو وحدات، مما يسمح بتخصيص العقد للتعامل مع مجموعة فريدة من الوظائف وحزم التردد.
ساعد استخدام طرق نظرية الألعاب في تطوير العمل في هذا المجال وذلك عن طريق تحليل الاستراتيجيات الخاصة بتخصيص الموارد وتوجيه الحزم.

## أمثلة على الشبكات الشعرية
أطلقت شركة ميراكي الأميركية في بدايات عام 2007 أجهزة توجيه لا سلكية متداخلة مصغرة  كانت مثالا على شبكة لا سلكية شعرية (حيث زعمت الشركة أن السرعة في هذه الشبكة يمكن أن تصل حتى 50 ميغا بيت لكل ثانية)، تم تحسين موجة راديو 802.11 داخل جهاز ميراكي ميني بغرض الوصول إلى تحقيق التواصل الأمثل عبر المسافات البعيدة، مما يسمح بتوفير تغطية تصل حتى 250 مترا. يعد هذا مثالا على شبكات الراديو المفرد (الواحد) المتداخلة المستخدمة داخل مجتمع واحد بعكس الشبكات المتداخلة ذات الراديو المتعدد والتي تغطي مسافات بعيدة مثل بل آير (BelAir) أو ميش ديناميكس (MeshDynamics)  والتي توفر بنية تحتية متعددة الوظائف.
قامت الكلية البحرية الأمريكية للدرسات العليا في مونتيري في كالفورنيا، بتقديم شبكة شعرية لاسلكية للحفاظ على أمن الحدود الجغرافية، في نظام الطيار؛ تعمل الكاميرات التي كانت البالونات تبقيها محلقة في السماء على ترحيل الفيديوهات عالية الدقة إلى الموظفين الذين يعملون على الأرض باستخدام شبكة شعرية.
قام مشروع مختبر وسائل الإعلام في معهد ماساتشوستس للتكنولوجيا بتطوير الحاسب المحمول XO-1 أو ما يعرف بمشروع حاسوب محمول لكل طفل والذي يستهدف المدارس المحرومة في الدول النامية ويستخدم تقنية الشبكات الشعرية (اعتمادا على معيار IEEE 802.11s) لابتكار بنية تحتية متينة وغير مكلفة. يطالب المشروع بأن تكون الاتصالات بين الحواسيب المحمولة سريعة وفورية لتقليص الحاجة إلى بنية تحتية خارجية مثل الإنترنت لاستخدامها في الوصول إلى جميع المناطق وذلك لأنه من المفترض أن تستطيع العقدة الموجودة في الشبكة مشاركة الاتصال مع العقد المجاورة لها. وقامت شركة غرين باكت Greenpacket بتطبيق ذات المبدأ باستخدام تطبيق يدعى سونبودي SUNbuddy.
استخدمت الشبكات الشعرية في معرض الفراولة في مدينة كامبريدج في المملكة المتحدة بتاريخ الثالث من يونيو عام 2006 لتشغيل بث تلفزيوني وإذاعي وخدمات الإنترنت على الهواء مباشرة بهدف الوصول إلى ما يقترب من 80000 شخص.
يقوم مشروع مجتمع Champaign Urbana للشبكات الشعرية (CUWiN) بتطوير برامج للشبكات الشعرية اعتمادا على تطبيقات المصادر المفتوحة لكل من بروتوكول توجيه حالة الوصلة ضعيف البصر (بالإنجليزية: Hazy-Sighted Link State Routing Protocol) ومقياس عدد الإرسال المتوقع (بالإنجليزية: Expected Transmission Count). إضافة إلى ذلك؛ قامت مجموعة الشبكات الشعرية  في جامعة إيلنوي في مدينة شامبين –أربانا بتطوير اختبار متعدد الراديو ومتعدد القنوات يدعى بـ Net-X كدليل على تنفيذ مفهوم لبعض البروتوكولات متعددة القنوات التي تم تطويرها في تلك المجموعة. تعتمد التطبيقات على أسلوب بناء يسمح لبعض الراديوهات بتبديل القنوات للحفاظ على اتصال الشبكة ويتضمن بروتوكولات لتخصيص القنوات وتوجيه المسارات.
SMesh هي شبكة شعرية متعددة المراحل تعتمد على معيار 802.11 طورها مختبر النظم والشبكات الموزعة في جامعة جونز هوبكينز. يسمح مخطط التمرير السريع للعملاء المتنقلين بالتجوال في الشبكة دون حدوث انقطاع في الاتصال، وهي ميزة مناسبة لتطبيقات الوقت الحقيقي مثل الصوت عبر الإنترنت.
تعمل شبكات شعرية متعددة عبر حزم راديوية كثيرة، فعلى سبيل المثال تمتلك الشبكات التي طورتها شركتا فاير تايد وويف ريلاي الخيار بالتواصل من عقدة إلى عقدة على تردد يبلغ مقداره 5.2 ميغا هرتز أو 5.8 ميغا هرتز غير أن عقدة التواصل مع العميل الذي يستخدم الشبكة تعمل على تردد مقداره 2.4 ميغا هرتز (بمعيار 802.11). يمكن تحقيق هذا المبدأ عن طريق استخدام الأجهزة اللاسلكية العاملة بالبرمجيات (Software Defined Radio – SDR).
قام مشروع سولارميش SolarMESH ببحث احتمالية تحريك شبكة شعرية تعتمد معيار 802.11 باستخدام الطاقة الشمسية والبطاريات التي يمكن إعادة شحنها. تم اكتشاف أن نقاط الوصول 802.11 المتوارثة غير ملائمة للاستخدام حاليا تبعا لواقع أنها تشترط تزويدها بالطاقة باستمرار. تأخذ جهود معايرة بروتوكول IEEE 802.11s في اعتبارها خيارات توفير الطاقة ولكن التطبيقات التي تعمل بالطاقة الشمسية قد تتطلب استخدام عقد راديوية وحيدة لا يمكن معها تطبيق حفظ الطاقة في تتابع الارتباط (Relay-Link).
طور مشروع وينغ  (الذي ترعاه الوزارة الإيطالية للجامعات والأبحاث وتقوده كريت-نت وتيكونيون) مجموعة من الخوارزميات والبروتوكولات الجديدة لتفعيل الشبكات الشعرية اللاسلكية لتمثل البناء القياسي بغرض الوصول للجيل القادم من الإنترنت. كما ومنح التداخل وتخصيص قناة علم الحركة ودعم الراديوهات والتداخلات المتعددة وجدولة الانتهازية وحركة التجميع تركيزا خاصا في البيئات عالية التقلّب.
قامت المعايير الحديثة للاتصالات السلكية بإدراج مبادئ مأخوذة من التشبيك الشعري في تنظيمها. تعتبر معايير الاتحاد الدولي للاتصالات وG.Hh أمثلة على معايير تحدد شبكات محلية بسرعة عالية (تصل إلى 1 جيجا بايت) باستخدام الأسلاك الموجودة في المنزل (خطوط الاتصال والهاتف والكابلات المحورية). في بيئات يغلب عليها الضجيج مثل خطوط القوى (حيث يمكن أن توهن الإشارات وتشوش عن طريق الضجيج وبشدة) يصبح من الشائع أن لا تكتمل الرؤية المتبادلة بين جهازين في الشبكة (بمعنى أن لا يتمكن الجهازان من التواصل المتماثل بنفس الكفاءة). في مثل هذه المواقف، تعمل إحدى العقد كعقدة تتابع وتمرر الرسائل بين تلك العقد التي لا تستطيع التواصل مباشرة مما يخلق شبكة شعرية بشكل فعّال. يتم عمل التتابع في عقدة الترحيل في معيار G. hh في طبقة ربط البيانات.

### تطبيقات خاصة بالشبكات الشعرية
- ويب حيوي
- شبكة لاسلكية أدهوك

## التحديات التقنية
- شبكات تجاوز التأخير
- حامل ويزي الرقمي

## وصلات خارجية
- Smart Multi-Grid Wifi Mesh: شبكة واي فاي شعرية لا سلكية متكاملة توفر الوصول إلى المجتمعات في الولايات المتحدة.
- MIT Roofnet نسخة محفوظة 6 يوليو 2008 على موقع واي باك مشين. A research project at MIT that forms the basis of roofnet / Meraki mesh networks
- WING Project Wireless Mesh Network distribution based on the roofnet source code
- Miners Give a Nod to Nodes Reprint from Mission Critical Magazine on successful deployment of mesh in mines
- DARPA's ITMANET program and the FLoWS Project Investigating Fundamental Performance Limits of MANETS
- Robin Chase discusses Zipcar and Mesh networking Robin Chase talks at the Ted conference about the future of mesh networking and eco-technology
- Mesh Networks Research Group Projects and tutorials' compilation related to the Wireless Mesh Networks
- Phantom anonymous, decentralized network, isolated from the Internet